# One Bayfront Plaza
El edificio One Bayfront Plaza es un futuro rascacielos de estilo postmodernista aprobado para su construcción en la ciudad de Miami, Florida, Estados Unidos. Si su construcción se completa, el edificio  tendría 308 metros (1.010 pies), y contaría con 80 plantas, convirtiéndose en el edificio más alto de la ciudad y de todo el estado de Florida. One Bayfront Plaza dedicará su uso principalmente a oficinas y podría albergar una sala de hotel, pero también incluirá un centro comercial al por menor, condominios y un estacionamiento para vehículos en los niveles inferiores, así como, posiblemente, una plataforma de observación en la parte superior. Todo el proyecto se compone de más 100.000 m² para espacio de oficinas Clase A y el respectivo hotel, así como tendrá un área de construcción total de más 371.612 m², incluyendo la gran plataforma. One Bayfront Plaza es el primer rascacielos de más de 300 metros (1000 pies aproximadamente), que se ha aprobado para su construcción en Miami. El promotor principal del edificio es promotor de bienes Tibor Hollo, que ha ganado varios premios por sus 55 años como promotor en Miami, y es actualmente el presidente de la empresa Florida East Coast Realty.
One Bayfront Plaza ha pasado por varias revisiones y cambios de diseño, desde su propuesta inicial, hasta la propuesta actual de 80 plantas y 360 metros, debido a que superó las restricciones de altura. Fue aprobado por primera vez como un complejo de dos torres conectadas y llegó a ser conocido con el nombre de complejo 100 South Biscayne que tendría una torre más alta que la actual (320 metros). El desarrollo fue planeado para incluir un hotel adyacente, conectado denominado 100 South Biscayne II. Los dos edificios del complejo tenían una innovadora vista en 2011, y se estimaba que se completaría en 2015. Ahora bien, el nuevo desarrollo está diseñado para una sola torre que espera finalizar su construcción en el año 2018.